# Arvid Fagrell
Arvid Fagrell (Ulricehamn, 10 augustus 1888 – Göteborg, 16 december 1932) was een Zweeds voetballer, die speelde als aanvaller voor de Zweedse club IFK Göteborg. Hij overleed op 44-jarige leeftijd in Göteborg.

## Interlandcarrière
Fagrell speelde in totaal twee officiële interlands voor de Zweedse nationale ploeg, waarmee hij in 1908 deelnam aan de Olympische Spelen in Londen. Daar gingen de Scandinaviërs met 12-2 over de knie bij de latere winnaar Groot-Brittannië, waarna in de troostfinale met 2-0 werd verloren van Nederland door treffers van Jops Reeman en Edu Snethlage. 
Fagrell speelde alleen mee in die laatste wedstrijd.

## Erelijst
IFK Göteborg
- Zweeds landskampioen

1908, 1910